# Trachurus aleevi
 Trachurus aleevi és una espècie de peix de la família dels caràngids i de l'ordre dels cipriniformes que es troba a l'oest de l'oceà Índic.